# Белый Яр (Колпашевский район)
Белый Яр — исчезнувшая деревня в Колпашевском районе Томской области. На момент упразднения входила в состав Новоильинского сельсовета. Упразднена в 1982 году.

## География
Деревня располагалась на правом берегу протоки Новоильинская Старица, в 1 км (по прямой) к юго-востоку от села Новоильинка.

## История
Деревня была основана в 1891 г. В 1928 году состояла из 18 хозяйств. В административном отношении входила в состав Ново-Ильинского сельсовета Колпашевского района Томского округа Сибирского края.
В 1960-е годы деревня попала в разряд не перспективных и по планам должна была быть сселена к 1975 году.
Решением Томского облисполкома от 07 сентября 1982 года № 205 деревня Белый Яр исключена из учётных данных.

## Население
| 1926 | 1939 | 1952 | 1959 | 1970 | 1979 |
| ---- | ---- | ---- | ---- | ---- | ---- |
| 92   | ↘66  | ↘33  | ↘21  | ↘12  | ↘6   |

В 1926 году основным населением деревни были русские.